# AEC Matador

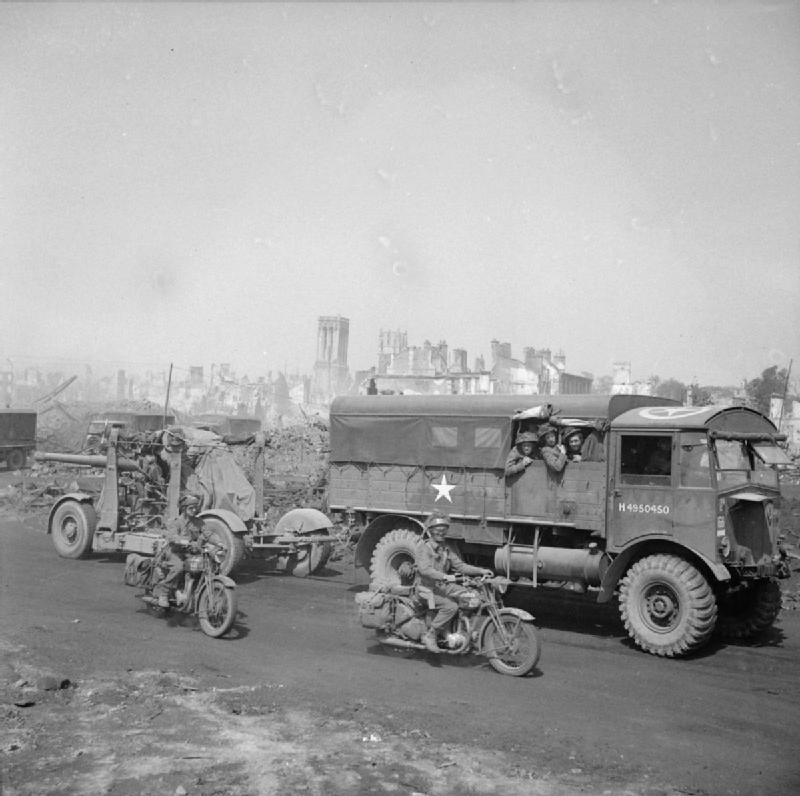
AEC Matador

AEC Matador byl britský střední dělostřelecký tahač používaný v době druhé světové války.
Stroj vycházel z řady nákladních automobilů 4x2. Tahač měl však pohon 4x4 a měl některé jiné úpravy, byl vybaven navijákem. Na podvozku tahače se vyráběla i obrněná velitelská vozidla či automobily pro přepravu pohonných hmot. V letech 1942 - 1943 byly na některé stroje nasazené na bojišti v severní Africe namontovány protitankové kanóny.

## Technické údaje
- Hmotnost: 7,75 t
- Délka: 6,32 m
- Šířka: 2,4 m
- Výška: 3,1 m
- Osádka: 1
- Motor: AEC 6válec
- Výkon: 95 hp
- Pohon: 4 x 4
- Rychlost: 58 km/h
- Dojezd: 579 km